# Габер Микола Олександрович
Габер Микола Олександрович (нар. 29 жовтня 1960) — український політик та орнітолог.

## Біографія
Народився 29 жовтня 1960 в селищі Великозименове, Великомихайлівського району Одеської області.

### Освіта
Закінчив біологічний факультет Одеського державного університету імені І. І. Мечникова.

### Кар'єра
З 1988 року є науковим співробітником Інституту зоології АН України.
Директор і головний редактор видавничої корпорації «Експрес-кур'єр» (газети: «Експрес-кур'єр», «Політична кухня», «Експрес-круїз», «Експрес-каприз»).

## Політична діяльність
Був членом Політради Конституційно-демократичної партії.
З 1998 року є головою Патріотичної партії України.
У 1998–2002 роках — Народний депутат України 3-го скликання, обраний за списками ПСПУ, № 10 в списку.
Був членом Комітету з питань паливно-енергетичного комплексу, ядерної політики та ядерної безпеки (липень 1998 — лютий 1999), членом Комітету з питань охорони здоров'я, материнства та дитинства (з лютого 1999), головою підкомітету з питань законодавчого врегулювання проблем материнства, дитинства та демографічної політики Комітету з питань охорони здоров'я, материнства та дитинства (з лютого 1999).
Член фракції ПСПУ (травень — червень 1998), позафракційний (2 — 3 червня 1998), член фракції «Громада» (червень 1998 — березень 1999), уповноважений представник фракції «Батьківщина» (з березня 1999).
Кандидат у Президенти України на виборах 1999 року.
Березень 2006 року — кандидат в народні депутати України від Блоку «Патріоти України», № 1 в списку.
Кандидат у Президенти України на виборах 2019 року.

### Наукове звання
- Кандидат біологічних наук.